# Joe Wallace
Joe Wallace, (San Diego, California; 5 de noviembre de 1965) es un exjugador de baloncesto estadounidense. Con 2,02 de estatura, su puesto natural en la cancha era el de pívot. 

## Trayectoria
[actualizar]